# 服部毅一
服部 毅一（はっとり きいち、1917年（大正6年）11月20日 - 1999年（平成11年）10月25日）は、日本の政治家。静岡県焼津市長（4期）。

## 来歴
静岡県志太郡焼津町出身。1935年、静岡県立焼津水産学校（現・静岡県立焼津水産高等学校）卒。1951年、焼津市議会議員に初当選、3期務め、議長も務めた。1963年、静岡県議会議員に初当選、4期務め、副議長と議長を務めた。1975年、焼津市長に当選、市長を4期務めた。1991年、5期目を目指したが落選した。1999年死去。

## 栄典
- 1974年 - 藍綬褒章
- 1995年 - 勲三等旭日中綬章